# Bocșa (Sălaj)
Bocşa è un comune della Romania di 3 492 abitanti, ubicato nel distretto di Sălaj, nella regione storica della Transilvania.